# جامع ومدرسة المظفر
جامع ومدرسة المظفر أحد مساجد مدينة تعز التاريخية، أنشأها السلطان الملك المظفر يوسف بن عمر من بنو رسول، ويقول بعض الباحثين أنها أُسست في النصف الأول من حكمه (648هـ/1250م) جرت عليها بعض الإضافات والتعديلات خلال العصور المتعاقبة، فقد كانت هذه المنشأة الدينية منذُ إقامتها وعلى مر العصور المتعاقبة، محور اهتمام الحكام؛ لأنها تقوم بدور الجامع الكبير في المدينة، كما أنها من أقدم المدارس المعلقة، والنموذج الأول الذي انتهجته كثير من المدارس الرسولية بعد ذلك. سُمي الجامع باسم مؤسسة الملك المظفر يوسف بن عمر بن علي بن رسول ثاني ملوك الدولة الرسولية.

## وصفه
يتألف جامع ومدرسة المظفر من بيت للصلاة مساحتها (39,60*15,18م) ويتكون من صدر وجناحين تغطية قبة كبيرة مدعمة بعقود، أما الجناحين الغربي والشرقي تغطي كل منها كابات، ويقع في جنوب بيت الصلاة فناء مكشوف تحيط به الأشجار أما المأذنة فتشغل الزاوية الجنوبية الشرقية منه، وعلى امتداد الصحن في الجهة الغربية توجد مجنة (قبر) بها بائكتان صغيرتان ذات سقف مسطح، أما الجهة الشرقية فقد أزيلت معالمها القديمة ويقع فيها (حمامات). والتخطيط العام لمبنى جامع المظفر عبارة عن بناء من الحجر مستطيل المسقط يتكون من طابقين مرتفعين: يشتمل الطابق الأرضي على عدد من الممرات والحجرات التي كانت تستخدم كسكن لطلبة العلم واستخدمت في فترات لاحقة كمخازن، سقف أحد هذه الدهاليز عبارة عن قبو نصف برميلي الشكل. يشغل الجامع ومرافقه الطابق الثاني ويتكون من فناء (صوح) مكشوف تحيط به من الجهات الشرقية والغربية والجنوبية ثلاثة أروقة؛ وتحيط به من الجهة الشمالية بيت الصلاة وتطل عليه بواجهتها الجنوبية.
- تمتاز هذه المنشآه الدينية بتكوين جمالي جذاب، عندما تبدو بقبابها البيضاء مختلفة الارتفاع، وكأنها تسبح في السماء تحيط بها خلفيات بألوان داكنه من المرتفعات الصخرية، كما أن معمار هذه المنشآة الدينية نجح في تحقيق التوازن بين الكتل والفراغات، وميزها بحشد من الزخارف المبهرة سواء من الداخل أو من الخارج، ولا سيما في بواطن القباب التي غطت بزخارف متنوعة، فتبدو وكأنها لوحة فنية متقنة عن ذوق فني رفيع.

إذا تكرر الوحدات في تردد سيمفوني متناغم، عكس براعة وإتقان، مما جعلها سجلاً حافلاً لعناصر الفن والعمارة الإسلامية خلال العصور المتعاقبة.

## بيت الصلاة
عبارة عن مساحة مستطيلة الشكل تشغل الجزء الشمالي من الفناء، وتتكون بيت الصلاة من جناح شرقي وجناح غربي تتوسطهما مساحة وسطى، تغطيها قبة مركزية تعلو منطقة المحراب وتقوم على أربع حنايا ركنية، وست قباب صغيرة جانبية تقوم على عقود نصف دائرية تحملها صفوف من الدعامات المضلعة. مناطق الانتقال من المربع إلى المثمن عبارة عن حنايا ركنية. يتوسط المحراب جدار القبلة وهو عبارة عن محراب مجوف يتوجها من الخارج عقدان مسننا الشكل، ويحف بالمحراب من الجانبين عمودان مخلقان يرتكز عليهما العقد الخارجي. تزين منطقة المحراب من أعلى ومن الجانبين زخارف جصية كتابية وهندسية ونباتية. تتميز زخارف القباب التي تغطي بلاطة المحراب والجناحين الجانبيين وأروقة الجامع بثرائها بالعناصر الزخرفية الملونة الرائعة، التي تشكل لوحات فنية إسلامية راقية نادرة الوجود. تتخلل المثمنات التي تقوم عليها القباب نوافذ وحنايا معقودة تؤطرها أنواع مختلفة من العناصر الزخرفية الملونة.
تفتح بيت الصلاة والأروقة على الفناء المكشوف بواسطة عقود نصف دائرية الشكل تعلوها زخارف هندسية وتنتهي من أعلى بشرفات مثلثة الشكل متدرجة.

## الترميم والتجديد
خضعت المدرسة المظفرية للكثير من أعمال التجديد والتوسعة والترميم، وكان أهمها زيادة عمارتها بأمر الملك الرسولي المجاهد علي بن داود بن يوسف بن عمر والزيادة التي تمت في الجهة الشرقية من المدرسة بأمر السلطان الرسولي الملك الأشرف الثاني إسماعيل بن العباس بن علي بن داود.
في العصر الحديث تعرض مبنى الجامع لأضرار عدة تمثلت في تفتت مادة القضاض بالجدران نتيجة للحفر العشوائي للبئر في الجهة الغربية ونتيجة استخدام الطابق الأرضي لدفن الموتى، وسد النوافذ في بداية السبعينيات من القرن الماضي وقد أدى ذلك إلى انتشار الرطوبة والأملاح مما أثر على أحجار البناء وتسبب في حدوث تشققات ظهرت في الجدران وظهرت كذلك في بعض بطون القباب وجدران بيت الصلاة، وقد نبهنا الجهات المختصة إلى كل ذلك قبل عدة سنوات.
يعد جامع المظفر ( المدرسة المظفرية ) واحداً من أبرز المعالم التاريخية الحضارية السياحية التي تزخر بهـا مدينة تعز الجميلة.

## رمز لفترة عظيمة
جامع الملك المظفر في مدينة تعز القديمة هو من الناحية الدينية شعيرة من شعائر الله وفي جانبه التاريخي رمز عظمة دول سادت ثم بادتْ في هذه المدينة وبقي الجامع رمزاً لما أنجزه السابقون حباً لله وتعظيماً لبيوته.. قال تعالى : «ومن يعظم شعائر الله فإنها من تقوى القلوب» تجسيدًا لتلك المحبة تسابق الملوك في عهد الدولة الصليحية ثم الدولة الرسولية - تحديداً - بذلاً للأموال في بناء المساجد والمدارس الدينية بناءً وإعمارًا بالأحجار واللبن والقضاض وتنويراً للعقول والافهام بتشجيع العلماء وإكرامهم فازدهر التعليم ونمت الآداب والفنون وكثرت المدارس والمساجد.. وجامع المظفر كان بناؤه على يد المظفر وتأسس عام 663هـ وتميز في حينه بالقبة المتوسطة والقباب الصغيرة ثم جاءت التوسعة الأولى على يد ابنه الملك الأشرف الأول عمر بن يوسف بن علي بن رسول في الجهة الشرقية حيث بنيت القبة الكبيرة، والمرحلة الثالثة نفذت بأمر من الملك المؤيد داود بن يوسف بن عمر بن المظفر عام 810هـ الذي أضاف في الجهة الجنوبية للجامع ثم أدخل الصحن المكشوف في عهد الملك المجاهد .. ففي عهد الدولة الرسولية تمت أكبر إضافة في القسم الشرقي ومدخله ومحلات الطهارة (الحمامات) في نفس الجهة، ثم إضافة السلطان عبد الوهاب في مرحلة الدولة الطاهرية ببناء ثلاث قباب لم تكن في عهد المظفر وتم على يد الطاهريين إصلاح الاضرار التي حدثت بفعل هزة أرضية أثّرت في مقدمة الجامع. وفي عهد الإمام يحي بن حميد الدين قام ناظر الوقف أحمد يحي داود في سنة 1321 هـ بإدراج عقود جديدة تحت العقود القديمة للجامع، حيث ظهرت على جدرانه وعقوده التشققات، وكان طول جامع الملك المظفر150 ذراعاً وعرضه 80 ذراعاً تقريباً آنذاك ومواد بناء الجامع من القِطرة (بكسر القاف).
وفي سنة 1379هـ أراد الإمام أحمد بن يحي توسيع الجامع من الجهة الشمالية وحتى لا تتغير ملامح الجامع القديم أوصى العلماء بعدم التوسع في الناحية الشمالية فتغير الزيادة والتوسع إلى مؤخرة الجامع الجهة الجنوبية محل الوضوء والبرك (المغاطيس) وتم الانتهاء من بناء المؤخرة في بداية 1963 م.

## رحابة الجامع
يتسع جامع المظفر لخمسمئة مصلٍّ وفيه روحانية خاصة وعبق التاريخ يغمر الداخل إليه لحظة تجاوز عتبة الباب ماجعل الناس يقبلون إليه من مناطق خارج مدينة تعز لصلاة الجمعة والعبادة في أيام شهر رمضان خاصة .. فلشهر رمضان نكهة ومذاق فريد لدى من يحيي ليالي الصيام فيه ولا يتصور أبناء الأحياء المحيطة بالجامع أن تغيب عن مسامعهم عبارات الترحيب بمقدم رمضان ووداع شهر شعبان حيث تعلو الأصوات من مكبرات الصوت في الجامع مرحبة بشهر الفضائل قبل حلوله ضيفاً خفيفاً وفي ليالي شهر رمضان ونهاراته يكون المرء أكثر شعوراً بحرية روحه وهو في الجامع.